# Козинский виадук
Кози́нский виаду́к — двухпутный железнодорожный мост, является частью Джебской петли на перегоне  Джебь — Щетинкино Красноярской железной дороги на железнодорожном участке Абакан — Тайшет Южно-Сибирской магистрали. На момент строительства Козинский виадук был самым высоким железнодорожным мостом в СССР.

## Название
Виадук получил название по местной реке Козе.

## История
Козинский виадук возводили специалисты Мостоотряда № 3. Открыт в 1964 году. Пролётные строения были железобетонными. Тогда виадук пропускал по единственному пути составы с ограничением максимального веса в 6000 т. Макет виадука экспонируется в филиале Курагинского районного краеведческого музея «Музей имени А. М. Кошурникова» в Кошурникове.
В 2014-2020 годах выполнена реконструкция, укреплены опоры, железобетонные пролетные строения заменены на стальные, уложен второй путь.

## Конструкция
Мост двухпутный железнодорожный стальной балочный. Высота конструкции над уровнем земли составляет 65 м. Общая длина моста  355 м.